# Hellmuth Freiherr Lucius von Stoedten

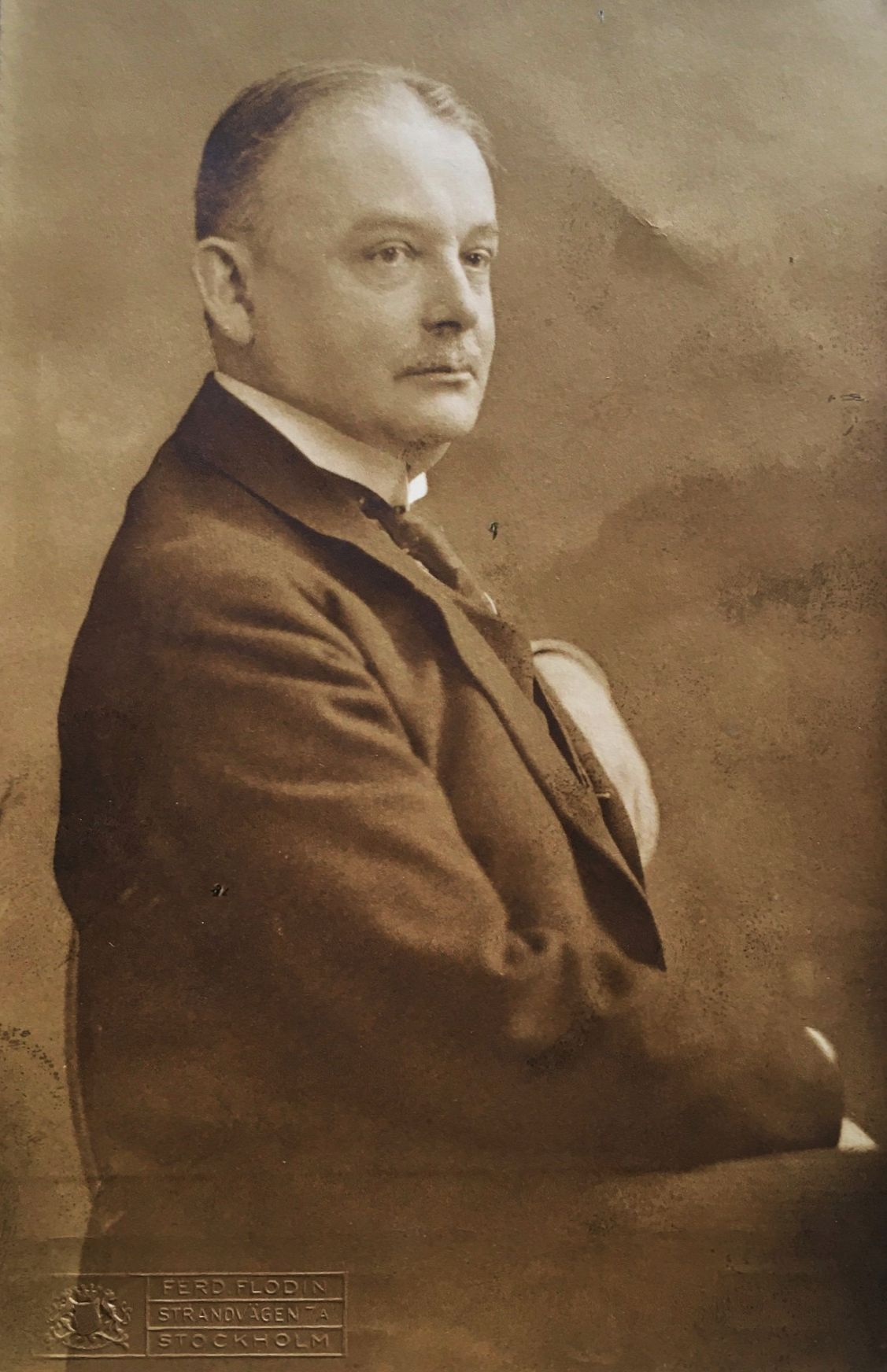
Hellmuth Lucius von Stoedten

Hellmuth Lucius, seit 1888 Hellmuth Freiherr Lucius von Stoedten (* 14. Juli 1869 auf Gut Klein Ballhausen, Provinz Sachsen; † 14. November 1934 in Berlin) war ein deutscher Gutsbesitzer und Diplomat.

## Leben
Sein Vater war Robert Lucius von Ballhausen, der im Jahr 1888 als preußischer Landwirtschaftsminister in den preußischen Adelsstand als Freiherr von Ballhausen (Primogenitur) und Freiherr von Stoedten (Sekundogenitur) erhoben wurde. Sein älterer Bruder war Otto Lucius von Ballhausen (1867–1932). Hellmuth Lucius heiratete im Jahr 1896 Bertha von Stumm-Halberg, eine Tochter des zeitgleich mit seinem Vater in den preußischen Adelsstand erhobenen Unternehmers Carl Ferdinand von Stumm-Halberg.
Lucius von Stoedten ging in den diplomatischen Dienst, war zunächst von 1898 bis 1900 Attaché in Paris und von 1900 bis 1906 dort dann Legationssekretär. Im Jahr 1911 wurde er Botschaftsrat in Sankt Petersburg. Danach war er im Jahr 1914 diplomatischer Agent und Generalkonsul in Durazzo (Mittelalbanien). Von 1915 bis 1920 war er deutscher Gesandter in Stockholm. Lucius von Stoedten war maßgeblich an der Erhaltung der schwedischen Neutralität im Ersten Weltkrieg beteiligt. Während dieses Kriegs beurteilte er die deutsche Russlandpolitik nach der Oktoberrevolution anders als die militärische Führung. Erich Ludendorff bezichtigte den Gesandten sogar der Illoyalität. Allerdings wurde Lucius durch das Auswärtige Amt gedeckt. Neben anderen Gesandtschaften war die Stockholmer unter Lucius maßgeblich für die Kontakte mit den russischen Oppositionellen und Revolutionären verantwortlich. Als solcher spielte er 1917 eine Rolle bei der Reise von Wladimir Iljitsch Lenin durch den deutschen Machtbereich über Schweden nach Russland. Danach war er zwischen 1921 und 1927 Gesandter im Haag. Lucius von Stoedten besuchte mehrfach den Ex-Kaiser Wilhelm II. im Exil, obwohl er Gesandter der Republik war. Die Rückkehr des vormaligen Kronprinzen Wilhelm nach Deutschland erfolgte mit seiner Hilfe.
Lucius von Stoedten war ein großer Kunstmäzen. Vom Maler Auguste Rodin, mit dem er befreundet war, erwarb er eine Kopie der Marmorplastik „L'Éternel Printemps“ (Ewiger Frühling). Auch der Schriftsteller Gerhart Hauptmann zählte zu seinem Bekanntenkreis. Lucius von Stoedten besaß eine bedeutende Sammlung von Briefen Heinrich Heines. Rainer Maria Rilke widmete Lucius von Stoedten 1922 ein Gelegenheitsgedicht, das Martin Heidegger zur Frage veranlasste: „Wozu Dichter?“

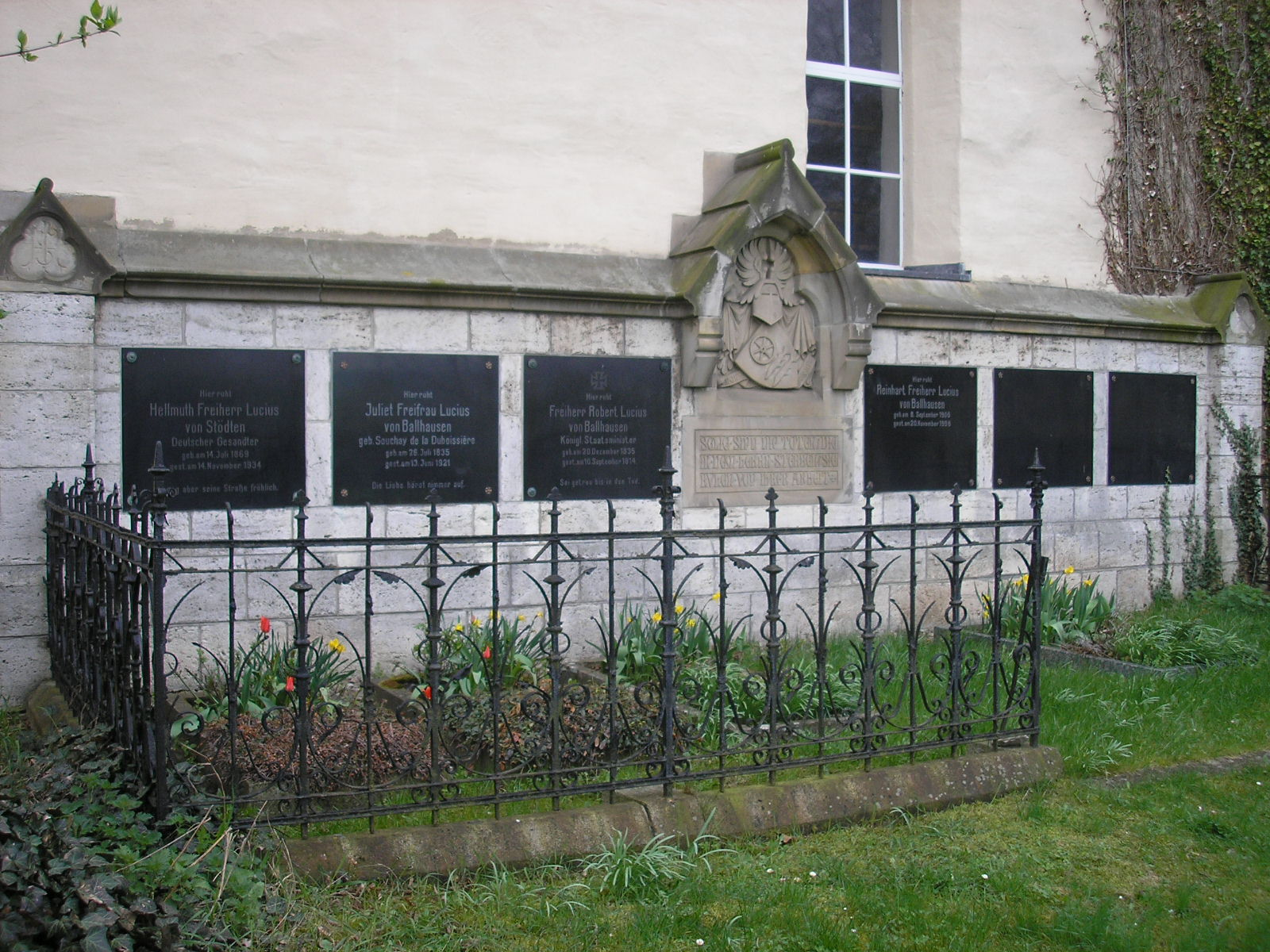
Familiengrab in Kleinballhausen

Lucius besaß das Rittergut Stödten bei Straußfurt und hatte zwei Töchter. Der Namensteil Freiherr von Stoedten wird seit seinem Tod – also dem Ende der männlichen Erbfolge – in der Familie nicht mehr genutzt.

## Schriften
- (als Herausgeber): Bismarck-Erinnerungen. Tagebücher von Robert Lucius von Ballhausen über seine Begegnungen mit Bismarck. 1920/1921.